# Sahih al-Bukhari
Il Ṣaḥīḥ di al-Bukhārī (in arabo صحيح البخاري‎?) è la più importante delle sei maggiori raccolte di ḥadīth dell'islam sunnita. Queste tradizioni riguardanti il profeta Muhammad furono raccolte dallo studioso musulmano di origine persiana, Muhammad ibn Ismāʿīl al-Bukhārī (810-870), dopo essere state trasmesse oralmente per diverse generazioni. I musulmani sunniti considerano questa collezione come la più fedele raccolta di ḥadīth e l'opera musulmana più importante dopo il Corano. Il termine arabo ṣaḥīḥ viene tradotto come autentico, sano o corretto.

## Vero titolo
Il vero titolo del libro, comunemente chiamato il Ṣaḥīḥ di al-Bukhārī, secondo Ibn al-Ṣalāḥ, è: al-Jāmiʿ al-ṣaḥīḥ al-musnad al-mukhtaṣar min umūr Rasūl Allāh wa sunanihi wa ayyāmihi, cioè "Raccolta corretta di catene di trasmettitori autentiche connesse alle vicende dell'Inviato di Dio, alle sue abitudini e ai suoi tempi". Ibn Hajar al-'Asqalani menziona lo stesso titolo sostituendo il termine umūr con ḥaādīth.

## Biografia
Al-Bukhārī viaggiò ampiamente in tutto il califfato abbaside fin da quando aveva sedici anni, raccogliendo un'enorme mole di tradizioni orali. Si dice che al-Bukhārī ne abbia raccolte più di 600.000  e che ne abbia inserite solo poco più di 7200 (incluse le ripetizioni per mostrare le varie catene di narrazione, i musnad) nel suo Ṣaḥīḥ (termine usato per indicare i hadith autentici o sani, su cui non ci sono dubbi della veridicità).
Nel momento in cui Bukhārī raccolse i dati tradizionistici per trasmetterli alle generazioni future, classificò i ḥadīth "sani" (ṣaḥīḥ) e "buoni" (ḥasan), mentre quelli incompleti (anche se non necessariamente falsi) furono definiti "deboli" o "difettosi" (dāʿif).
Il suo impegno fu quello di conservare nella sua opera solo quelli la cui autenticità era accertata senza ombra di dubbio. Ciò che rafforzò ulteriormente la sua determinazione fu quanto diceva il suo maestro, Isḥāq ibn Ibrāhīm al-Hanthalī, meglio noto come Ibn Rāhwayh. Muhammad ibn Ismāʿīl al-Bukhārī ha detto: "Eravamo con Isḥāq ibn Rāhwayh che disse: 'Se volete, compilate un libro contenente soltanto narrazioni autentiche riguardanti il Profeta'. Questa proposta rimase nel mio cuore e così iniziai la compilazione del mio Ṣaḥīḥ". Bukhārī disse: "Ho visto il Profeta in sogno ed era come se fossi davanti a lui. In mano avevo un ventaglio con il quale proteggevo il Profeta. Chiesi ad alcuni interpreti di sogni, che mi dissero: 'Tu lo proteggerai dalle menzogne'. Questo è ciò che mi obbliga a realizzare il mio Ṣaḥīḥ".
Il libro copre quasi tutti gli aspetti della vita del credente musulmano, fornendo istruzioni adeguate sulla professione di fede dell'Islam, sul metodo di esecuzione delle preghiere canoniche e altri atti di culto ('ibadat ) dettati direttamente dal profeta Muhammad. Il Ṣaḥīḥ è il frutto di oltre 16 anni di lavoro di al-Bukhārī. Egli, prima di scrivere qualsiasi ḥadīth del suo libro, eseguiva le abluzioni rituali e due rakʿāt (unità di preghiera) per implorare la guida di Allah. Prima portava a compimento le necessarie ricerche e indagini, facendo attenzione che i ḥadīth rispondessero ai suoi rigidi criteri di autenticità, e soltanto se era sicuro che si trattava di una tradizione autentica, lo riportava nel suo libro.
Bukhārī terminò il suo lavoro intorno all'anno 846, e trascorse gli ultimi ventiquattro anni della sua vita visitando altre città, parlando con altri studiosi e insegnando loro i ʾaḥādīth che aveva raccolto. In ogni città che visitava, migliaia di persone si accalcavano nelle moschee per ascoltarlo recitare le tradizioni. In risposta ad alcuni studiosi occidentali che mettono in dubbio la reale data di compilazione e l'identità del compilatore, gli studiosi sunniti puntualizzano che notabili studiosi di ʾaḥādīth del tempo, come Ahmad ibn Hanbal (855), Ibn Maʿīn (847) e Ibn al-Madīnī (848), riconobbero l'autenticità del libro e che la fama immediata raggiunta dalla raccolta rende improbabile che essa sia stata riveduta dopo la morte dell'autore.
Durante gli ultimi ventiquattro anni, Bukhārī realizzò piccole revisioni del libro, in particolare nei titoli dei capitoli (bāb). Ogni versione porta il nome del suo trasmettitore. Secondo Ibn Hajar al-ʿAsqalānī, nel suo libro Nukat, il numero di ḥadīth di tutte le versioni è lo stesso. La più famosa al giorno d'oggi è quella narrata da al-Firabrī (m. 932), un fedele allievo di Bukhārī. al-Khatib al-Baghdadi nel suo libro Taʾrīkh Baghdād scrive che Firabrī disse: "Circa settantamila persone hanno udito il Ṣaḥīḥ di Bukhārī assieme a me".
Firabrī non è l'unico ad aver trasmesso il Ṣaḥīḥ di Bukhārī. Ve ne furono molti altri che narrarono questo libro alle successive generazioni, come Ibrāhīm ibn Maʿqal (m. 907), Hammād ibn Shākir (m. 923), Manṣūr Burdūzī (m. 931) e Ḥusayn Maḥāmilī (m. 941). Vi sono molti libri che riportano alcune differenze rispetto alla versione originale, il più noto dei quali è il Fath al-Bari.

## Autenticità
Ibn al-Salah disse: "Il primo a scrivere un Ṣaḥīḥ fu Bukhārī. Vennero poi Abū ʿAbd Allah Muhammad ibn Ismāʿīl al-Juʿfī, seguito da Abū l-Husayn Muslim ibn al-Hajjaj al-Nīsābūrī al-Qushayrī, che fu suo allievo, e studiò con molti degli stessi insegnanti. Questi due libri sono i più autentici dopo il Corano. Per quanto riguarda la dichiarazione di al-Shāfiʿī, che disse “Non conosco un libro che contenga conoscenze più corrette rispetto alla Muwaṭṭāʾ” – altri lo dissero con parole diverse - se non i libri di Bukhārī e Muslim. Il libro di Bukhārī è il più autentico dei due e il più utile."
Ibn Hajar al-'Asqalani riportò quanto detto da Abū Jaʿfar al-ʿUqaylī: "Dopo che Bukhārī scrisse il Ṣaḥīḥ, egli lo lesse ad Ali ibn al-Madini, Ahmad ibn Hanbal, Yahya ibn Ma'in e ad altri. Essi lo ritennero un buono sforzo e testimoniarono la sua autenticità con l'eccezione di quattro ḥadīth. Al-ʿUqaylī disse poi che Bukhārī aveva scritto correttamente anche quei quattro ʾaḥādīth". Ibn Ḥajar concluse: "Ed essi sono, realmente autentici".
Ibn al-Ṣalāḥ disse nella sua Muqaddima (Introduzione): "Ci è stato narrato che Bukhārī disse: 'Non ho incluso nel libro al-Jāmiʿ cose diverse da ciò che è autentico e non ho incluso altri ʾaḥādīth autentici per ragioni di brevità.'" Inoltre, al-Dhahabi disse: "Bukhārī fu udito dire: 'Ho memorizzato centinaia di migliaia di ḥadīth autentici e duecentomila che erano meno autentici'”.

## Numero diʾaḥādīth
Ibn al-Ṣalāḥ disse ancora: "Il numero di ḥadīth nel suo Ṣaḥīḥ, è di settemiladuecentosettantacinque, compresi quelli ripetuti più volte. Si dice che il numero, esclusi quelli ripetuti, fosse di quattromila."  Ciò è riferito a quei ḥadīth che sono con una corretta catena di trasmissione, o isnād (musnad), e quelli dei compagni originari dal Profeta.

## Commenti
Numerosi sono i commenti al libro: 
1. Al-Kawkab al-Darari fi sharh al-Bukhari, di al-Kirmani (morto nel 796).
2. Fath al-Bari Sharh Sahih al-Bukhari, di Ibn Hajar (m. 852).
3. Umda al Qari fi Sharh Sahih al-Bukhari' scritto da Badr al-Din al-'Ayni e pubblicato a Beirut dalla Dar Ihya' al-turath al-`Arabi[12]
4. Irshad al-Sari li Sharh Sahih al-Bukhari, di al-Qastallani (m. 923); uno dei più noti commenti al Sahih Bukhari[13].
5. al-Tanqih, di al-Zarkashi.
6. al-Tawshih, di al-Suyuti (m. 811)
7. Sharh, di Ibn Kathir (m. 774)
8. Sharh ‘Ala’ al-Din Maghlatay (m. 792)
9. Sharh Ibn al-Mulaqqin (m. 804)
10. Sharh al-Barmawi (m. 831)
11. Sharh al-Tilmisani al-Maliki (m. 842)
12. Sharh al-Bulqini (m. 995)
13. Fath al-Bari, di Ibn Rajab al-Hanbali (m. 795)
14. Sharh Ibn Abi Hamza al-Andalusi
15. Sharh Abi al-Baqa' al-Ahmadi
16. Sharh al-Bakri
17. Sharh Ibn Rashid
18. Hashiyat al-Bukhari, di Tajus Shari'a Mufti Muhammad Akhtar Raza Khan Qadiri al-Azhari;
19. Sharh Ibn Battāl, di Abu al-Hasan 'Ali ibn Khalaf ibn 'Abd al-Malik (m. 449 dell'Egira); pubblicato in 10 volumi più uno contenente gli indici;
20. Al-Mutawari 'ala abwab al-Bukhari, di Nasir al-Din ibn al-Munayyir (m. 683 dell'Egira): Spiegazione di selezionati titoli di capitolo; pubblicato in un volume.
21. Fayd al-Bari, di Anwar Shah al-Kashmiri

## Traduzioni
Il Ṣaḥīḥ al-Bukhārī è stato tradotto in inglese dallo studioso salafita Muhammad Muhsin Khan in 9 volumi. Il testo usato fu il Fath al-Bari, pubblicato dall'editore egiziano Mustafa al-Babi al-Halabi nel 1959. Venne pubblicato dalle edizioni al-Saʿdāwī e dalla Dar-us-Salam ed è compreso in USC-MSA Compendium of Muslim Texts. Questa traduzione è stata criticata dalla Ahlul Bayt Digital Islamic Library Project.